# Aérodrome de Toussus-le-Noble
L’aérodrome de Toussus-le-Noble (code IATA : TNF • code OACI : LFPN), officiellement renommé en 2024 Paris-Saclay-Versailles, est un aérodrome français situé sur la commune de Toussus-le-Noble dans le département des Yvelines et la région Île-de-France. 
C'est le quatrième des grands aéroports d'affaires français. 

## Histoire
Le terrain d'aviation de Toussus-le-Noble a été utilisé à partir de 1907 par Robert Esnault-Pelterie, rejoint, en 1909, par les frères Farman. Il se distingue de l'aérodrome de Buc situé deux kilomètres au nord, qui formait l'Aéroparc Louis Blériot. Développé par Louis Blériot entre 1909 et 1914, il n'en reste qu'une partie du portail monumental.
Au début, des simples hangars sont construits près de l'étang de Trou Salé sur deux terrains différents qui seront reliés pendant la Seconde Guerre mondiale par les Allemands.
En 1913, le roi d'Espagne Alphonse XIII assista à une revue d'aviation sur ce terrain en présence de Roland Garros et de Chevilliard.
À partir de 1919, l'avion de ligne court courrier Farman Goliath était construit à Toussus-le-Noble sur un troisième terrain (dit de Mérantais) bordant la route de Saclay à Voisins-le-Bretonneux. Le hangar qui y fut érigé en 1917 fut déplacé 18 ans plus tard pour être amené sur le terrain principal de Farman ; il existe toujours aujourd'hui. Le premier vol commercial entre Paris et Londres décolle de Toussus le 8 février 1919.
En 1928, sous l'impulsion de son directeur Lucien Rougerie, la première école française de pilotage sans visibilité y est créée (PSV).
En 1936, la première aérogare est construite sur le terrain, qui devient militaire à la veille de la Seconde Guerre mondiale. Pendant ce conflit, il est occupé par l'Armée de l'air allemande, qui assèche l'étang du Trou-Salé à l'est du terrain. Il est bombardé à plusieurs reprises par les Alliés.
Le 2 janvier 1945, un Lockheed Hudson de la Royal Navy s'écrase au décollage tuant l'amiral britannique Bertram Ramsay et plusieurs autres officiers britanniques qui se rendaient à une conférence du maréchal Montgomery à Bruxelles.
En 1946, Aéroports de Paris prend en charge la gestion de Toussus qui devient un aéroport d'affaires, en 1947. L'Aéronautique navale transféra de Paris le Service d'Approvisionnement en Matériel de l'Aéronautique Navale (SAMAN) sur la base délaissée par l'Armée de l'air où avait été stationné un temps le régiment Normandie-Niémen. Le Centre international de Gestion des Matériels du Breguet 1150 Atlantic (CIGMA) est implanté aux côtés du SAMAN et une base d'aéronautique navale (BAN), devenue par la suite établissement (EAN), est créée pour soutenir ces services. La société Farman est toujours présente sur la base et assure le gardiennage des appareils.
À la fin des années 1960, une aérogare en bois, ancien pavillon d'honneur de l'aéroport d'Orly avait été démontée et reconstruite à Toussus. Elle avait été baptisée Isba (maison en russe) car il s’agissait de l’ancien pavillon d’accueil d’Orly qui avait reçu le président russe Nikita Khrouchtchev (23 mars – 3 avril 1960). L'aérogare Isba accueillait les services des Douanes, de la Police et de la Gendarmerie, les agents d'aérogare d’Aéroports de Paris et même une société privée Air Affaires Assistance,,.

Logo de la compagnie France Aéro Service.

Entre 1964 et 1966, le trafic progresse de 60 %.
En octobre 1966, la piste de 1 200 mètres en dur (des avions jusqu'à 20 tonnes peuvent y atterrir) est balisée. Ainsi l'aéroport, qui en hiver cessait pratiquement toute activité dès 17 heures, restera ouvert jusqu'à 22 h 30. Parallèlement à cette piste, une autre de 600 mètres, recouverte de gazon, sert aux atterrissages et aux décollages des avions-écoles. L'aéroport dispose à cette date de dix-huit hangars d'une superficie de 17 000 mètres carrés qui sont insuffisants pour l'abri et la réparation des 260 avions qui sont alors basés, 200 étant prévus à l'origine.
Au dernier trimestre 1967, la compagnie France Aéro-Service, basée à l'aérodrome, exploitait la ligne régulière La Rochelle - Toussus puis entre avril 1968 et la fin de l'été, Flers dans l'Orne et Toussus en Piper Aztec de cinq personnes. Les passagers pouvaient regagner en mini-car les transports en commun à la station de métro Porte de Saint-Cloud dans le 16e arrondissement.

Logo de la compagnie Air Cholet

Entre 1970 et 1972, la compagnie régionale dite de troisième niveau Air Cholet assure des liaisons régulières avec Cholet, important bassin industriel français, en Cessna 402 A de dix places (immatriculé F-BRSA). Elles répondent aux demandes des entreprises Thomson-CSF, Michelin, GET Gaston Jaunet et New Man. Après quelques difficultés, la ligne est mise en sommeil puis réactivée en septembre 1974 avec, en plus, la compagnie Transports Aériens Privés, basée à Toussus-le-Noble en zone Est, à l'aide d'un Piper 31 Navajo immatriculé F-BRAS de huit passagers, du lundi au vendredi avec un premier départ de Cholet à 7 h pour arriver à Toussus-le-Noble à 8 h 15. Ensuite, une navette gratuite en mini-car propose aux passagers de regagner les transports publics de la RATP à la station de métro Pont de Sèvres à Boulogne-Billancourt. Le retour se fait le soir vers 19 h.
En 1972, l'aéroport enregistre 210 000 mouvements. Il a été question d'en faire un grand aéroport d'affaires avec quatre pistes dont deux de 1 700 mètres. L'opposition des riverains et des élus locaux, de même que la proximité d'Orly et de la base de Villacoublay, en ont limité l'essor.
Un système d'atterrissage aux instruments (ou ILS : instrument landing system) et un balisage à haute intensité ont été installés en 1976. Les heures d'ouverture ont été restreintes dans la plage 6 h - 22 h 30 et le nombre de mouvements a été limité à 180 000 par an. La longueur et la résistance des pistes ont également été volontairement limitées pour des avions de moins de 12 tonnes.
En 1990, pendant le grand chantier de la COGEMA à Cherbourg, la compagnie aérienne Chalair assure des liaisons entre l'aéroport de Cherbourg et l'aérodrome de Toussus-le-Noble (cinq fois par jour en 1995). La compagnie Air Normandie acheminait vers l'usine de Valladolid les agents du technocentre Renault qui venait de s'installer à Guyancourt en 1998.

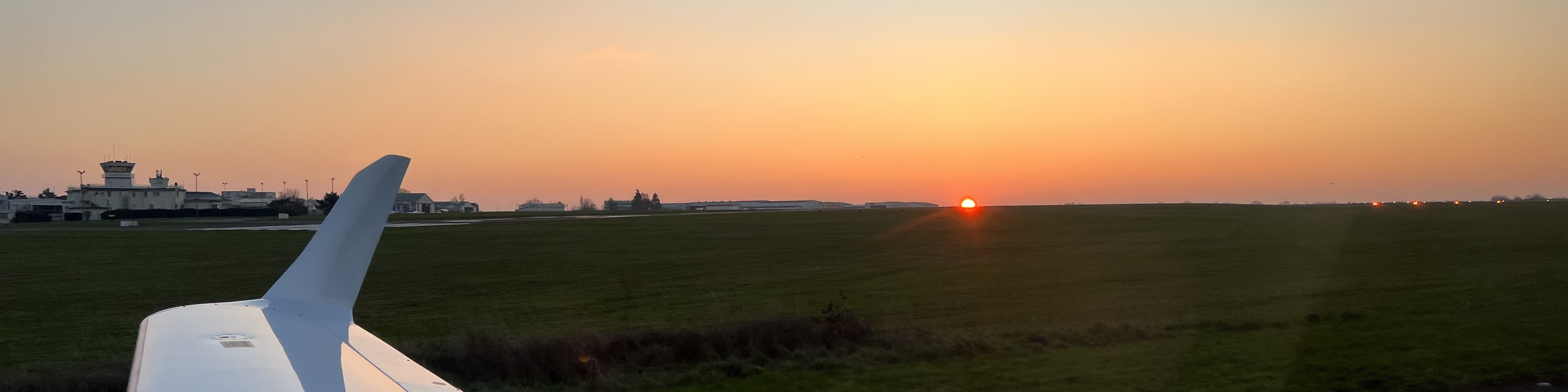
Vue de l'aérodrome au coucher du soleil depuis le taxiway.

Le 30 novembre 1996, un important feu détruit l'aérogare Isba. Le seul pompier présent avait été pris de malaise à bord de son véhicule qui fonçait et pénétrait dans l'aérogare en bois. Le véhicule prit feu, détruisant l'aérogare. ADP ayant suivi la note d'instruction de 1979 de la direction de la navigation aérienne (DNA), les pompiers avait quitté l'aérodrome en 1981. Un service d'incendie (SSIS) avait pourtant été remis en place en avril 1995 pour les lignes régulières présentes. Ce dernier ne disposait que d'un véhicule SLIS de type Land Rover avec une sphère de 250 kg placée sur son dos. ADP avait signé une convention avec le Service départemental d'incendie et de secours des Yvelines laissant les pompiers de Versailles intervenir en cas de sinistre sur l'aéroport (intervention en un quart d'heure minimum). Or, ce soir-là, ce sont les pompiers de Saint-Quentin-en-Yvelines qui sont intervenus. Ces derniers n'étaient jamais intervenus sur l'aéroport et ne connaissaient pas les lieux ni les infrastructures.
Au début du XXIe siècle, le cœur de l'activité de l'aérodrome provient des aéroclubs et de l'écolage de loisir : maintenance d'aéronefs, formation de pilotes professionnels, vols découverte. Le hangar Farman aux grandes portes orange perpétue une activité plus que centenaire.
Il a été menacé de fermeture à la suite des interventions de la députée de la circonscription Valérie Pécresse auprès de la ministre des Transports de l'époque, Nathalie Kosciusko-Morizet. Initialement situé en pleine campagne, l'aérodrome se trouve désormais situé en zone péri-urbaine, à proximité de la ville nouvelle de Saint-Quentin-en-Yvelines et du cluster scientifique de Paris-Saclay. Dans un contexte de montée des exigences environnementales, les nuisances sonores deviennent en effet de moins en moins supportables par les municipalités environnantes. Une reconversion de la plateforme en centre de recherche et développement pour une aviation électrique ou à l'hydrogène a été évoquée, sans que ce projet ne se matérialise jusqu'ici.
Depuis août 2011, l'activité de l'aérodrome a été restreinte (cf. infra) et, depuis le 6 décembre 2011, la plate-forme n'est plus un terrain douanier : cette mesure oblige tout trafic international à faire une escale sur un autre terrain douanier avant d'y arriver ou d'en repartir, ce qui a des répercussions négatives sur l'aviation d'affaires.
La proximité du campus de Paris-Saclay constitue l'occasion de développement d'une aéronautique plus responsable. C'est ainsi que la Fédération française aéronautique (FFA) envisage de développer l'avion électrique en remplacement de la flotte existante et vieillissante. Le premier appareil de ce type a été livré le 31 janvier 2019.
Fin 2020, la société parisienne de transport aérien Jet Airlines envisage l'ouverture d'une ligne commerciale régulière avec l'aéroport de Roanne en Let L-410 Turbolet de 19 places et 1 h 15 min de trajet ; le préfet des Yvelines refuse alors de modifier l’arrêté de police de l’aérodrome permettant d’accueillir la ligne régulière. En décembre 2022, le tribunal administratif de Versailles demande au représentant de l’État de revoir sa copie et de reprendre contact avec la compagnie et l’aéroport de Roanne.
Par décret du 13 février 2024, l'aérodrome de Toussus-le-Noble est renommé aérodrome de Paris – Saclay – Versailles.

## Situation

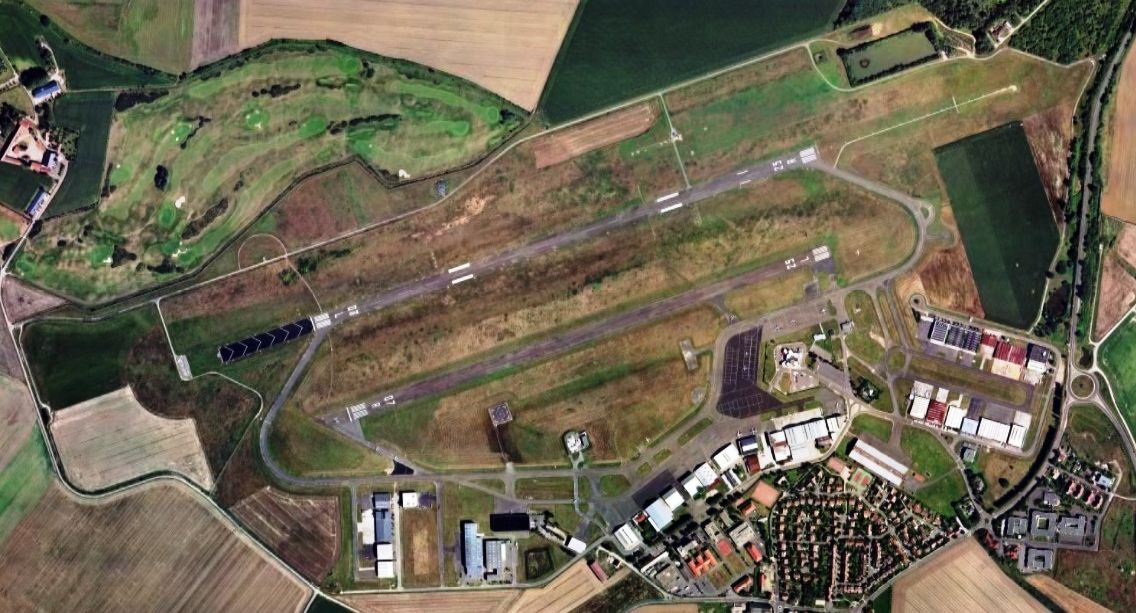
Vue aérienne de l’aérodrome en 2007.

| \| 20 km1:401 000 \| Beynes - Thiverval Chavenay - Villepreux Chelles Coulommiers Fontenay-Trésigny La Ferté-Alais Lognes-Émerainville Mantes - Chérence Meaux - Esbly Melun-Villaroche Moret - Épisy Nangis Les Loges Saint-Cyr-l'É. Les Mureaux Étampes Charles-de-Gaulle Le Bourget Orly Pontoise - Cormeilles-en-V. Paris-Saclay-Versailles Issy-les-M. Villacoublay |
| 20 km1:401 000 |

## Équipements

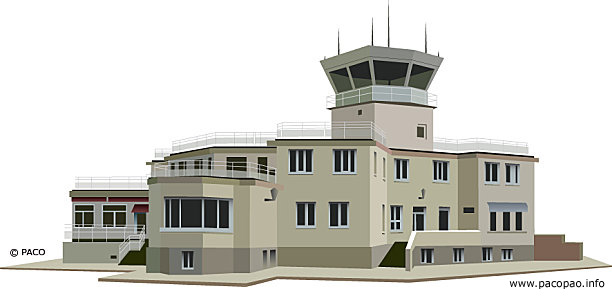
Maquette du bâtiment de l'aéroport de Paris-Saclay-Versailles.

L'aéroport occupe un terrain de 167 hectares et dispose de deux pistes bitumées orientées est-ouest.
La première piste (07L/25R) est longue de 1 100 mètres et large de 30 mètres. Au QFU 25R, elle est équipée d'un système d'aide à l'atterrissage ILS de catégorie 1. Chacun des 2 QFU, 25R et 07L, dispose d’approches VOR, d'un balisage lumineux basse et haute intensité et d’un indicateur de plan d’approche (PAPI).
La seconde piste (07R/25L) est longue de 1 050 mètres et large de 30 mètres. Chacun des 2 QFU, 25L et 07R, est équipé d'un balisage lumineux basse intensité et d’un indicateur de plan d’approche (PAPI).
Les installations sont complétées de 40 hangars, d'une tour de contrôle, d'une aérogare, d'un parking pour véhicules — gratuit et surveillé — de 100 places, d'une station Total d’avitaillement en carburant (100LL et Jet A1) et en lubrifiant, d'un bar-restaurant et d'une boutique d'équipements pour le pilotage. Il y a également un club-house où l'on peut déjeuner mais accessible seulement aux membres.

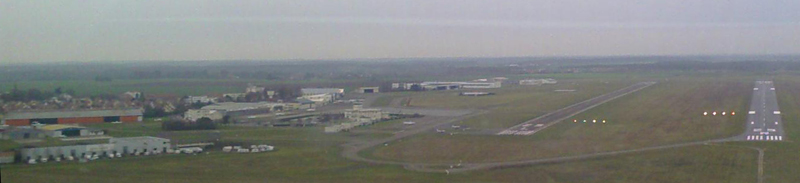
Vue générale en 2006 de l'aérodrome (face à l'ouest).

| Redevances 2020 (euros HT)             | Avion < 2 tonnes | Avion < 4 tonnes               | Avion < 6 tonnes               |
| -------------------------------------- | ---------------- | ------------------------------ | ------------------------------ |
| Par atterrissage                       | 24               | 24 + 5,88/tonne supplémentaire | 24 + 5,88/tonne supplémentaire |
| Au semestre                            | 612              | -                              | -                              |
| Stationnement (forfait journalier 24h) | 20               | 40                             | 60                             |

## Activités
L'activité principale de l'aérodrome provient d'aéro-clubs alliant vols de loisir et apprentissage. Elle coexiste avec des activités de formation de pilotes pour obtenir des licences ATPL, CPL ou encore hélicoptère, de maintenance d'aéronefs ou de vols découverte au-dessus de la vallée de Chevreuse.
Avec la montée de préoccupations environnementales, la situation de l'aérodrome en zone périurbaine fait que les nuisances sonores produites par les aéronefs sont de moins en moins supportées par les municipalités environnantes. C'est ainsi qu'une plage de silence a été instaurée entre le 1er avril et le 30 septembre de chaque année, le dimanche et les jours fériés de 12 h à 15 h. Des plages de moindre bruit ont également été instaurées et les créneaux du samedi de 12 h à 16 h, les dimanches et jours fériés de 15 à 16 h et le soir à partir du coucher du soleil ou de 20 h (le moins élevé des deux) sont réservés aux aéronefs munis de silencieux. Ces concessions ont été accordées aux riverains en 2011.
Le manque de contrôleurs aériens génère de nombreuses plages horaires en auto-information.
Les vols pour l'étranger y sont limités : sous condition de franchise en UE/intra-Shengen, interdits ailleurs (en particulier vers le Royaume-Uni et l'Irlande).

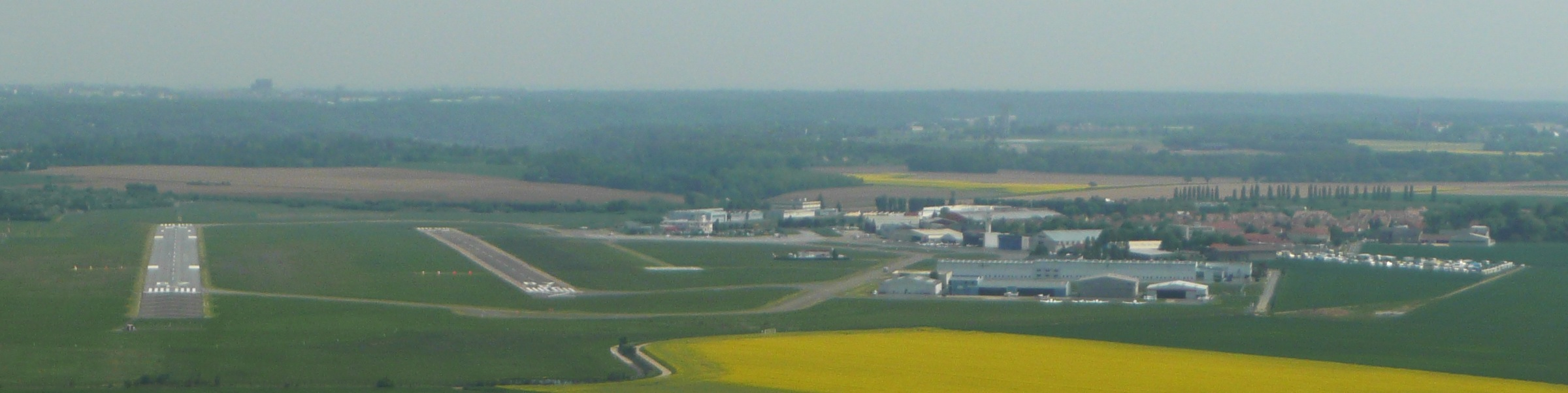
Vue générale de l'aérodrome (face à l'est) et du village.

On a compté 118 810 mouvements d'avion en 2023 et 134 676 mouvements 2019 une année record.

### Liste des compagnies utilisatrices
L'aéroport est utilisé par des compagnies de transport d'affaires et des compagnies d'aérotaxis. Il accueille des avions et des hélicoptères.